# Plumachaetas
Genre
Synonymes
- Chaetoceras Handschin, 1926 nec Warren, 1896
- Lawrenceana Mitra, 1992
- Irianella Yoshii & Suhardjno, 1992

Plumachaetas est un genre de collemboles de la famille des Entomobryidae.

## Liste des espèces
Selon Checklist of the Collembola of the World (version du 27 novembre 2019) :
- Plumachaetas cheesmani (Womersley, 1937)
- Plumachaetas dahli (Schäffer, 1898)
- Plumachaetas flavotruncatus (Yosii, 1960)
- Plumachaetas halmaherae (Yoshii & Suhardjno, 1992)
- Plumachaetas oceanicus Yoshii, 1989
- Plumachaetas queenslandicus (Schött, 1917)
- Plumachaetas sarasini (Handschin, 1926)
- Plumachaetas seramicus (Yoshii & Suhardjno, 1992)
- Plumachaetas sunae Zhang & Deharveng, 2015
- Plumachaetas tamarensis (Schött, 1901)
- Plumachaetas yoshiii Zhang & Deharveng, 2015

## Publications originales
- Salmon, 1951 : Keys and bibliography to the Collembola. Zoology Publication Victoria University College, Wellington, no 8, p. 1–82.
- Handschin, 1926 : Oest-indische Collembolen III. Beiträge sur Collembolenfauna von Java und Sumatra. Treubia, vol. 8, p. 446–461.